# Prepona lilianae
Prepona lilianae är en fjärilsart som beskrevs av Le Moult 1932. Prepona lilianae ingår i släktet Prepona och familjen praktfjärilar. Inga underarter finns listade i Catalogue of Life.